# Балушешти (Докија)
Балушешти (рум. Bălușești) насеље је у Румунији у округу Њамц у општини Докија. Oпштина се налази на надморској висини од 355 m.

## Становништво
Према подацима из 2002. године у насељу је живело 156 становника, од којих су сви румунске националности.